# Хутикальпа (футбольный клуб)
ФК Хутикальпа (исп. Juticalpa Fútbol Club) — гондурасский футбольный клуб из города Хутикальпа, в настоящее время выступающий в Национальной лиге Гондураса, первой по уровню в системе футбольных лиг страны. Домашние матчи команда проводит на стадионе Хуан Рамон Бреве Варгас, вмещающем около 20 000 зрителей.
«Хутикальпа» была основана в 2004 году и выступала во второй по значимости лиге Гондураса. В Апертуре 2005 команда под руководством главного тренера Хосе Франсиско Вальядареса проиграла в финале в серии пенальти «Атлетико Оланчано». В Апертуре 2012 «Хутикальпа» уверенно переиграла в финале «Атлетико Мунисипаль», но в финале сезона 2012/13 Лиги Ассенсо уступила команде «Паррильяс Уан» в серии пенальти, тем самым упустив шанс выйти в Национальную лигу. В финале Клаусуры 2014 «Гондурас Прогресо» оказался сильнее «Хутикальпы». Наконец в сезоне 2014/15 она смогла выиграть Апертуру и Клаусуру, таким образом автоматически получив путёвку в элиту гондурасского футбола. 
В дебютном для «Хутикальпы» розыгрыше Национальной лиги она заняла восьмое место, а уже в следующем турнире — пятое, позволившее ей выступить в плей-офф, где в первом раунде она уступила «Мотагуа» по сумме двух встреч 1:3. В том же сезоне 2015/16 клуб добился исторического успеха, выиграв Кубок Гондураса. По пути к трофею «Хутикальпа» одолела «Комаягуа» в 1/16 финала (1:0), «Атлетико Оланчано» в 1/8 финала (1:0), «Мотагуа» в 1/4 финала (0:0 дома и 1:1 в гостях), «Реал Сосьедад» в 1/2 финала (3:2 дома и 3:2 в гостях) и «Реал Эспанью» в финале (2:1).
В сезоне 2016/17 «Хутикальпа» не вышла в плей-офф ни в Апертуре, ни в Клаусуре. 30 декабря 2016 в матче за Суперкубок Гондураса она была разгромлена «Олимпией» со счётом 0:3.

## Достижения
- Обладатель Кубка Гондураса (1): 2015/16.